# Функция Кобба — Дугласа

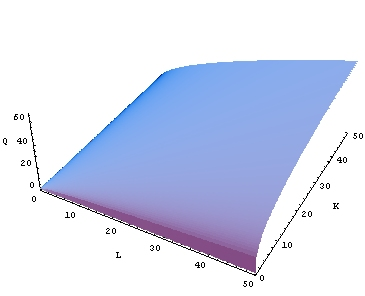
Функция Кобба-Дугласа

Функция Кобба — Дугласа — производственная функция (или функция полезности), отражающая зависимость объёма производства {\displaystyle Q} от создающих его факторов производства — затрат труда {\displaystyle L} и физического капитала {\displaystyle K}.
Впервые была предложена Кнутом Викселлем. В 1928 году функция проверена на статистических данных Чарльзом Коббом и Полом Дугласом в работе «Теория производства». В этой статье была предпринята попытка эмпирическим путём определить влияние затрачиваемого капитала и труда на объём выпускаемой продукции в обрабатывающей промышленности США.
Общий вид функции:
{\displaystyle Q=A\times L^{\alpha }\times K^{\beta }},
где {\displaystyle A} — технологический коэффициент, {\displaystyle \alpha \geqslant 0} — коэффициент эластичности по труду, а {\displaystyle \beta \geqslant 0} — коэффициент эластичности по капиталу.
Если сумма показателей степени ({\displaystyle \alpha +\beta }) равна единице, то функция Кобба — Дугласа является линейно однородной, то есть она демонстрирует постоянную отдачу при изменении масштабов производства.
Если сумма показателей степени больше единицы, функция отражает возрастающую отдачу, а если она меньше единицы, — убывающую.
Изокванта, соответствующая функции Кобба — Дугласа, будет выпуклой и «гладкой».
Впервые производственная функция была рассчитана в 1920-е годы для обрабатывающей промышленности США, в виде равенства:
{\displaystyle Q\sim L^{0.73}\times K^{0.27}}.
Обобщением функции Кобба — Дугласа является функция с постоянной эластичностью замещения факторов (CES-функция): {\displaystyle Q=A[\alpha L^{-\rho }+\beta K^{-\rho }]^{-{\frac {1}{\rho }}}}, для которой в пределе при {\displaystyle \rho \rightarrow 0} получаем {\displaystyle Q=A\times L^{\alpha }\times K^{\beta }}.

## Разногласия
Ни Кобб, ни Дуглас не предоставили теоретических обоснований постоянства коэффициента {\displaystyle \lambda } в разных секторах экономики.
Например, рассмотрев функции для двух секторов экономики с одинаковыми технологическими коэффициентами:
{\displaystyle Q_{1}=A\times L_{1}^{\lambda }\times K_{1}^{1-\lambda }},
{\displaystyle Q_{2}=A\times L_{2}^{\lambda }\times K_{2}^{1-\lambda }},
в сумме не будет получаться ожидаемое:
{\displaystyle Q_{1}+Q_{2}=A\times (L_{1}+L_{2})^{\lambda }\times (K_{1}+K_{2})^{1-\lambda }}.
Равенство возможно лишь если:
{\displaystyle {\frac {L_{1}}{L_{2}}}={\frac {K_{1}}{K_{2}}}}.
В целом, гипотезу, что {\displaystyle \alpha +\beta =1}, можно тестировать на конкретных эмпирических данных.